# Sääskisaari (ö i Södra Österbotten)
Sääskisaari är en ö i Finland. Den ligger i sjön Palojärvi och i kommunen Kauhava i den ekonomiska regionen  Seinäjoki och landskapet Södra Österbotten, i den centrala delen av landet, 400 km norr om huvudstaden Helsingfors. Öns area är 1,5 hektar och dess största längd är 310 meter i nord-sydlig riktning.